# Aplysiopsis elegans
Aplysiopsis elegans is een slakkensoort uit de familie van de Hermaeidae. De wetenschappelijke naam van de soort is voor het eerst geldig gepubliceerd in 1853 door Deshayes.